# Wiatraczyn
Wiatraczyn (do 1945 niem. Weissemülle) – osada w Polsce, położona w województwie dolnośląskim, w powiecie dzierżoniowskim, w gminie Dzierżoniów.
Do 2023 r. miejscowość była przysiółkiem wsi Ostroszowice.
W latach 1975–1998 przysiółek należał administracyjnie do województwa wałbrzyskiego.

## Położenie
Wiatraczyn to mała osada leżąca na linii sudeckiego uskoku brzeżnego, u północno-wschodniego podnóża Gór Sowich, u wylotu doliny Zamkowego Potoku, na wysokości około 410–430 m n.p.m.

## Historia
Wiatraczyn powstał w XIX wieku jako kolonia Ostroszowic. Istniał tu młyn wodny, od którego miejscowość wzięła swoją niemiecką nazwę. Zawsze była to mała osada i taki stan utrzymuje się do dziś. W 1978 roku było tu zaledwie 5 gospodarstw rolnych, obecnie pozostały tylko 4. Na południe od osady w granicach administracyjnych Grodziszcza leży leśniczówka „Biały Młyn”.